# Лялькарі (фільм)
«Лялькарі» (англ. The Puppet Masters) — американський фантастичний фільм жахів 1994 року режисера Стюарта Орма, екранізація однойменного роману 1951 р. Роберта А. Гайнлайна. Сценарій адаптували Тед Елліотт, Террі Россіо та Девід С. Гойер. Сюжет оповідає про тріо американських урядових агентів, які намагаються перешкодити прихованому вторгненню на Землю чужорідних паразитів, здатних брати під контроль людську свідомість. Головні ролі виконали Дональд Сазерленд, Ерік Тал, Кіт Девід, Джулі Ворнер і Ендрю Робінсон.

## Сюжет
На території Айови здійснює посадку НЛО. Прибулі на місце події співробітники спецслужб Сем, його начальник і батько, з яким Сем часто конфліктує, та екзобіолог Мері виявляють наспіх зроблений макет космічного корабля. Однак люди в місті поводяться підозріло. Агенти з'ясовують, що до спин жителів прикріпилися дивні паразитичні істоти, які з'єднуються з нервовою системою людини і таким чином беруть її під повний контроль.
Паразити швидко поширюються. Однією з жертв стає Сем. Керуючи ним, істота майже домагається зараження президента, але спецслужбам вдається своєчасно запобігти нападу. За допомогою сильного електричного розряду з тіла Сема вдається зняти паразита. Далі з'ясовується, що всі істоти мають спільну свідомість і сприймають себе єдиним цілим.
Фахівці виявляють, що істоти швидко розмножуються поділом. Під їх контроль потрапляє не тільки населення на великій території, але і війська, спрямовані в район зараження. Потім цілеспрямовано викрадається Мері.
З'ясувавши, де розташований «вулик» прибульців, одужавший Сем і ще один співробітник спецслужб проникають в нього непоміченими (заражені пізнавали один одного за підвищеною температурою тіла, але вчені розробили передавачі помилкових сигналів і забезпечили ними агентів) і визволяють Мері з полону. Разом з Семом вони знаходять людей, чиї паразити не прижилися, але які залишилися живі. Одного хлопчика Сем і Мері беруть з собою.
З'ясовується, що хлопчик хворів енцефалітом. Влаштовується епідемія, всі паразити гинуть. При огляді «вулика» остання, найстійкіша особина потрапляє на тіло начальника спецпідрозділу. У сцені боротьби на вертольоті син мало не вбиває свого батька заради знищення паразита, однак все закінчується благополучно: батько залишається живий і мириться з сином, останній знаходить щастя з Мері, в яку давно закоханий.

## Ролі
- Дональд Сазерленд — Ендрю Нівенс (Старий)
- Ерік Тал — Сем Нівенс
- Джулі Ворнер — Мері Сефтон
- Кіт Девід — Алекс Голленд
- Вілл Петтон — доктор Грейвс
- Річард Белзер — Джарвіс
- Том Мейсон — президент Дуглас
- Яфет Котто — Реслер
- Сем Андерсон — Калбертсон
- Маршалл Белл — генерал Морган
- Джеррі Бамман — Віскотт

## Виробництво
Сценарій пройшов ряд переписів через відмінності між сценаристами Террі Россіо і Тедом Елліоттом, які хотіли залишатися вірними класиці Хайнлайна, та продюсерами Діснея, які хотіли створити адаптацію, щоб її можливо було продати. В результаті фінал сценарію залишає багато з ключових елементів роману поза сценою.

## Критика
Рейтинг фільму на сайті IMD — 5,8/10, Rotten Tomatoes — 26 % свіжості та 33 % оцінка аудиторії.